# Lustre à roue

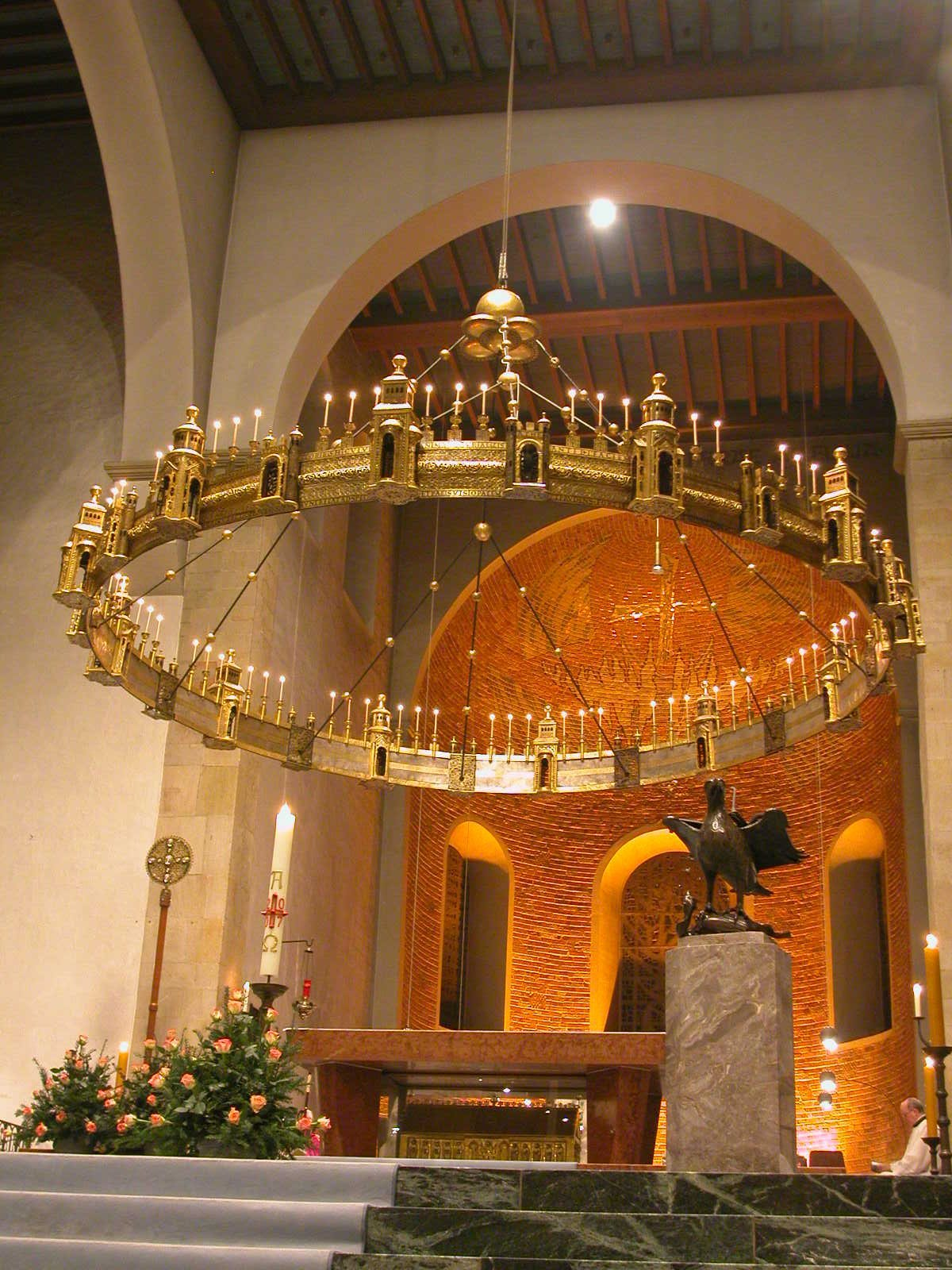
Le lustre Hezilo, lustre à roue roman de la cathédrale de Hildesheim.

Un lustre à roue est un type de lustre circulaire typique de l'époque romane, réalisé en forme de roue et suspendu au plafond, le plus souvent au-dessus du chœur de certaines églises pour symboliser la Jérusalem céleste.
Les exemplaires conservés sont rares, certains n'étant parvenus jusqu'à nous que par des fragments. Les plus connus et les plus représentés sont les lustres à roues allemands, qui sont également parmi les plus anciens subsistants.
Viollet-le-Duc, dans son Dictionnaire raisonné, utilise aussi les termes lampesier, lampier ou couronne de lumières.

## Origine, diffusion et symbologie
Les lustres à roue étaient faits pour éclairer les grandes églises, mais ils avaient aussi une valeur symbolique. Les chandeliers à roue représentaient le Ciel ou le royaume de Dieu : la couronne et les portes et les tours, pour la plupart occupées par des prophètes et des apôtres ou seulement inscrites à leurs noms, représentaient les murs de la ville de la Jérusalem céleste. Le nombre de poteaux, de tours et de cierges de soutien correspond dans la plupart des cas au nombre douze et à ses multiples de la symbolique numérique de l'Apocalypse de Jean. Cette symbolique se retrouve d'abord sur les chandeliers à deux roues de l’église Saint-Michel et de la cathédrale de Hildesheim. Dans les deux cas, le modèle était le grand lustre placé au-dessus du Golgotha dans la basilique du Saint-Sépulcre.

## Lustres à roue par périodes

### Lustres à roue romans

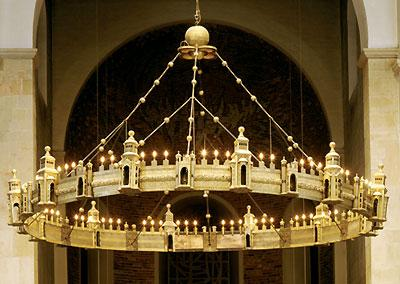
Lustre de Hezilo (XIe siècle), cathédrale de Hildesheim

Quatre grands lustres à roue représentatifs de l'art roman existent encore en Allemagne. Le fait qu'ils soient constitués de cuivre doré au mercure, et non d'or massif, les a sauvés de la fonte. Les figures de prophètes et d'anges en argent, ainsi que les pierres précieuses, souvent de grande valeur, sont presque toutes perdues.
Ces quatre lustres datant des XIe et XIIe siècles sont :
- Le lustre de Thietmar ou lustre d'Azelin (XIe siècle), de 3,30 mètres de diamètre, autrefois dans l'église Saint-Antoine de Hildesheim, depuis 2014 dans la cathédrale de cette même ville, réalisé sous le ministère de Thietmar, évêque de Hildesheim (en fonction de 1038 à 1044) ou sous celui de son successeur Azelin (de 1044 à 1054) ;
- Le lustre de Hezilo (XIe siècle) de la cathédrale de Hildesheim, de 6 mètres de diamètre, crée sous l'épiscopat de l'évêque Hezilo (1054-1071/1079) dont plusieurs pièces ont été radiographiées et analysées dans les laboratoires par le centre de recherche et de restauration des musées de France (C2RMF) à l'occasion de l'exposition de cette couronne de lumières à Paris, en 2000-2001[4] ;
- Le lustre de Hartwig (XIIe siècle) de l'église St-Nicolas de l'ancienne abbaye de Großcomburg près de Schwäbisch Hall, de 5 mètres de diamètre, fabriqué à l'instigation de l'abbé Hartwig († 1140) portant dans les tours des figures de saints et de soldats ;
- Le lustre de Barberousse (XIIe siècle) conservé à la chapelle palatine d'Aix-la-Chapelle présente une couronne polylobée dont le plus grand diamètre est de 4,16 mètres. Commandé par Frédéric Barberousse (1122-1190), il a été réalisé entre 1165 et 1170.

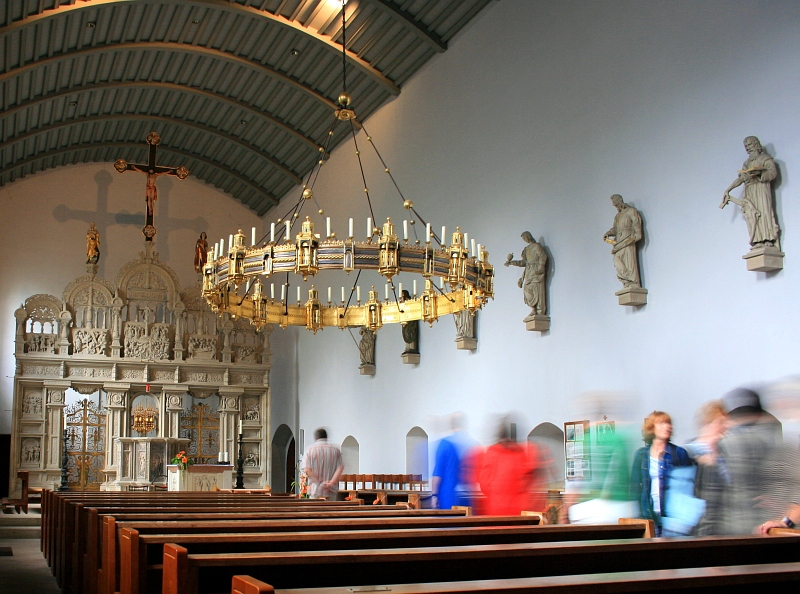
Lustre de Thietmar ou d'Azelin (XIe siècle), église Saint-Antoine de Hildesheim (en 2008), désormais dans la cathédrale.
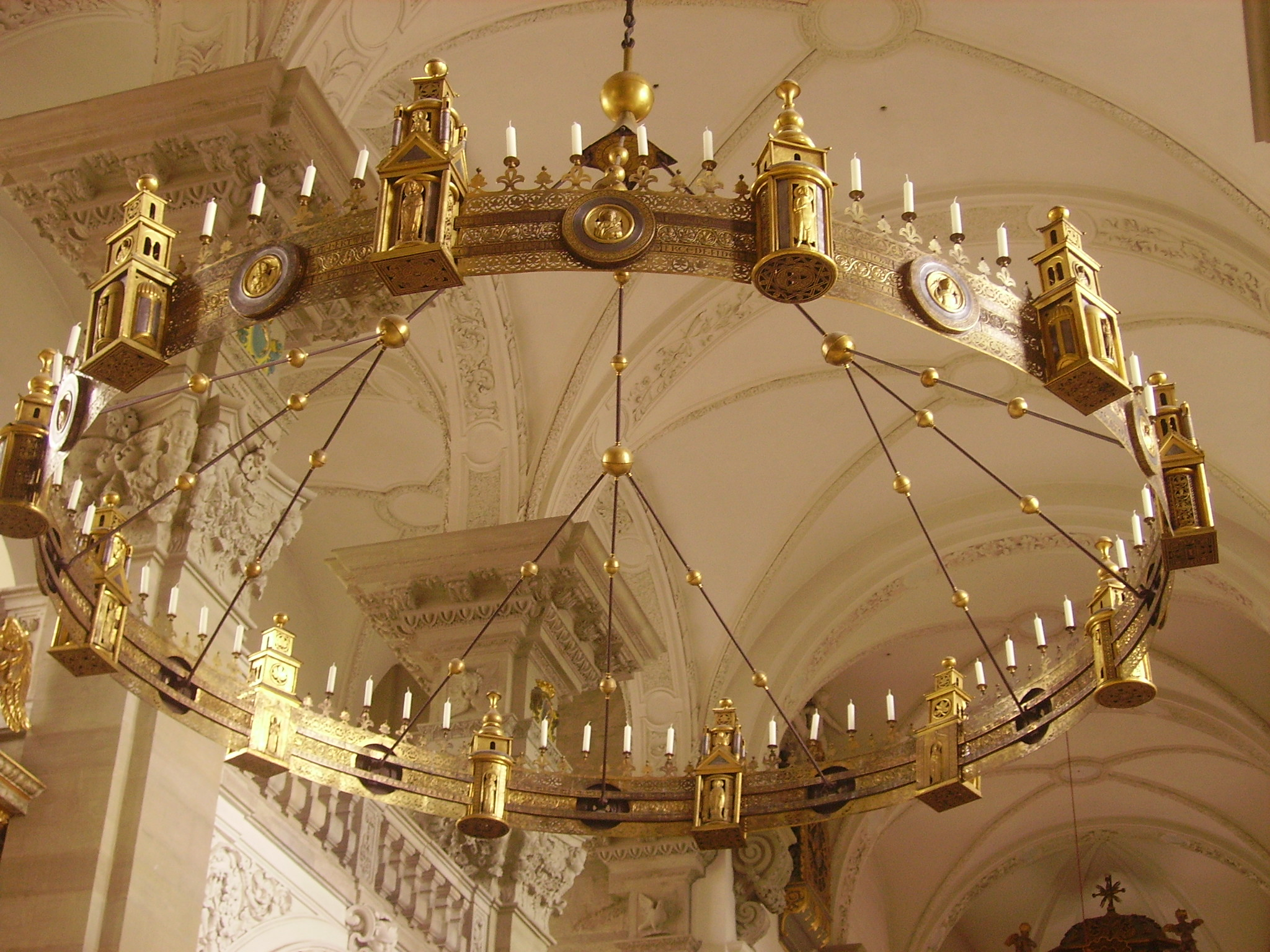
Lustre de Hartwig (XIIe siècle), église Saint-Nicolas de Großcomburg
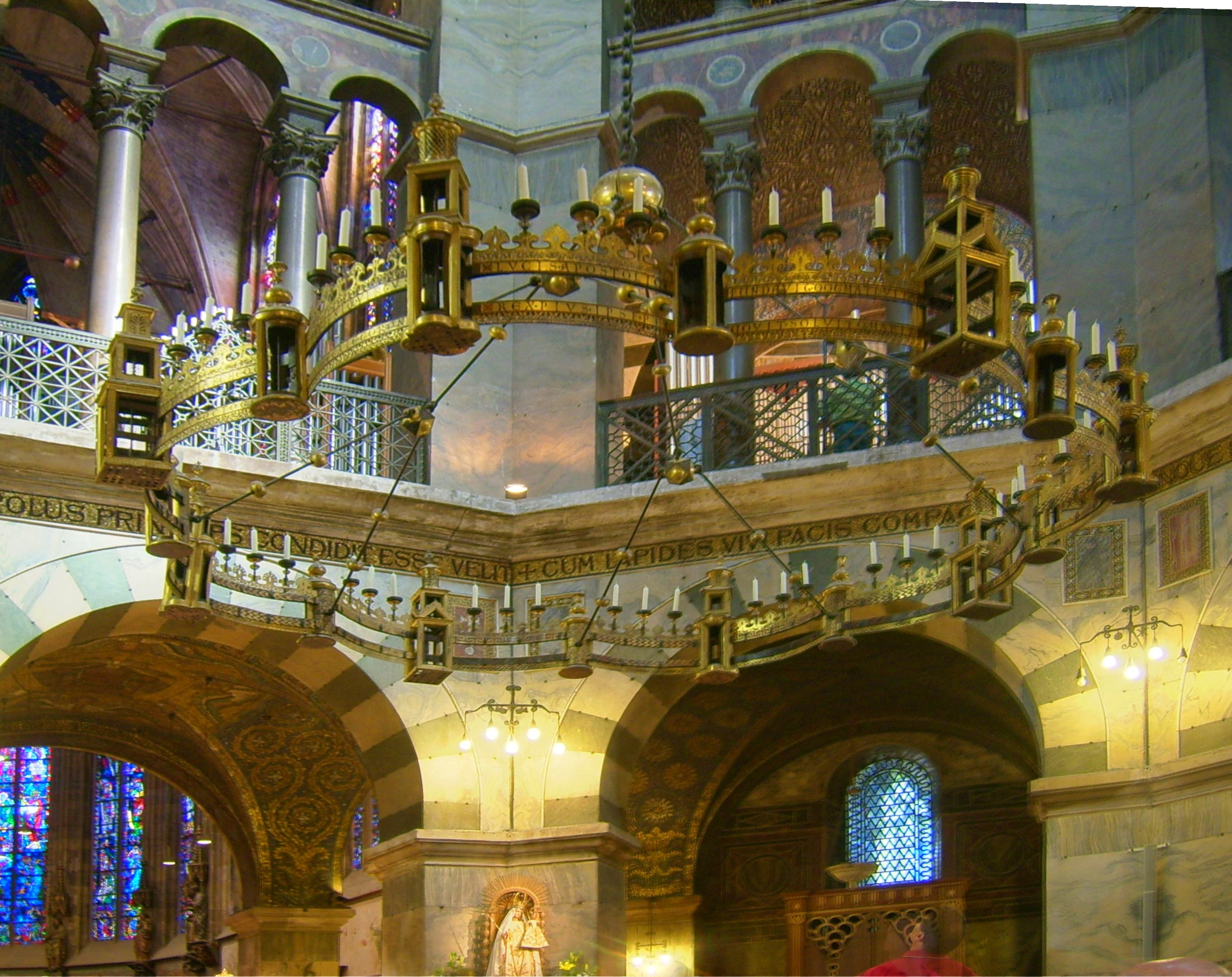
Chandelier de Barberousse (XIIe siècle), dans la chapelle palatine d'Aix-la-Chapelle.

### Lustres à roue gothiques
- Dans la cathédrale Saint-Alexandre d'Einbeck se trouve un lustre à roue gothique tardif d'un diamètre d'environ 3,50 m, en laiton verni. L'année 1420 est inscrite sur l'inscription sur la couronne de support. Il a probablement été offert par un chanoine de la collégiale, Degenhard Ree. La composition pourrait être calquée sur un spécimen non survivant du monastère de Pöhlde[5].
- Un autre lustre en bronze gothique tardif de 1516 se trouve dans la cathédrale Saints-Étienne-et-Sixte de Halberstadt.

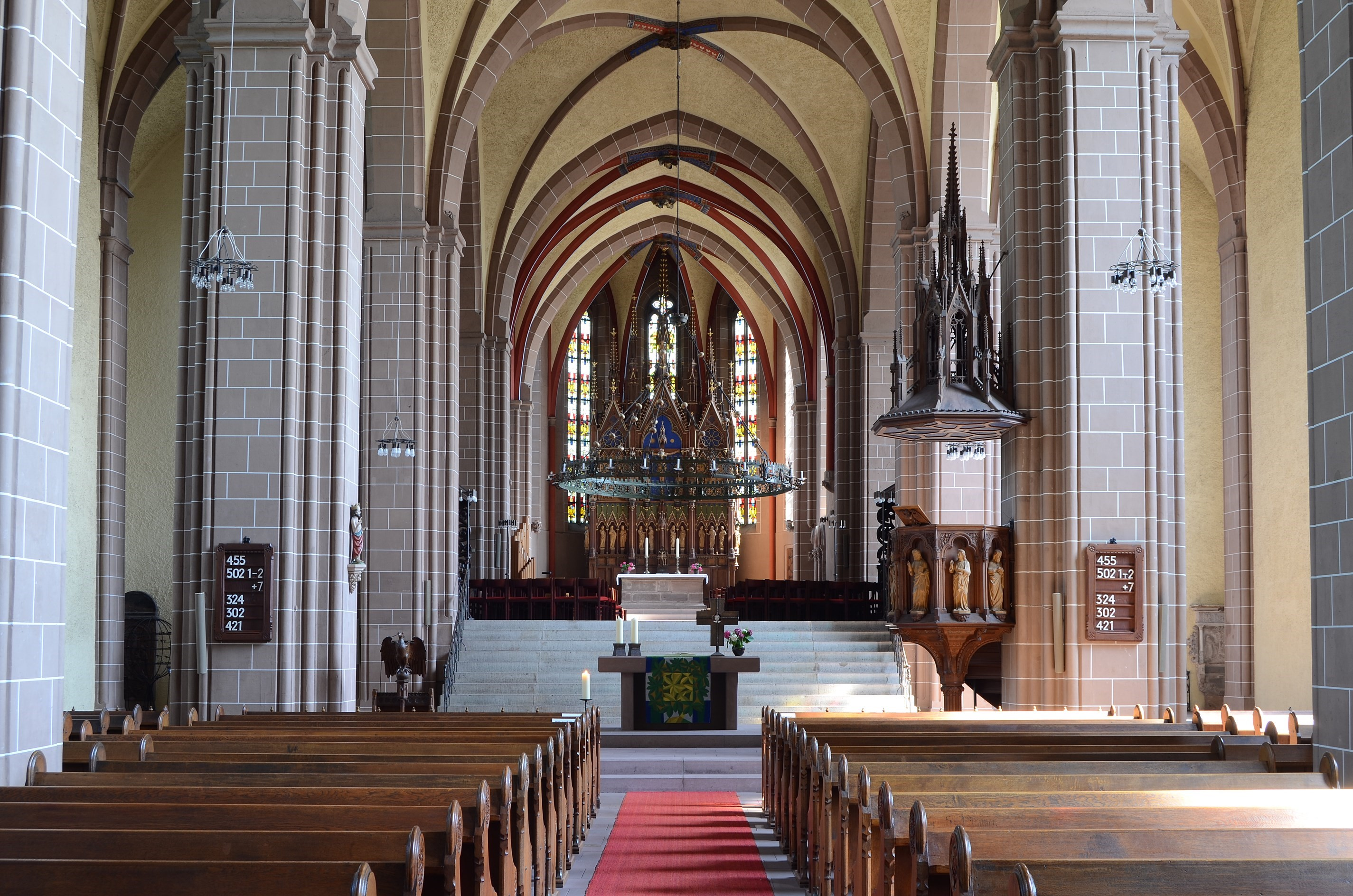
Lustre gothique de la cathédrale d'Einbeck, en Basse-Saxe (1420).
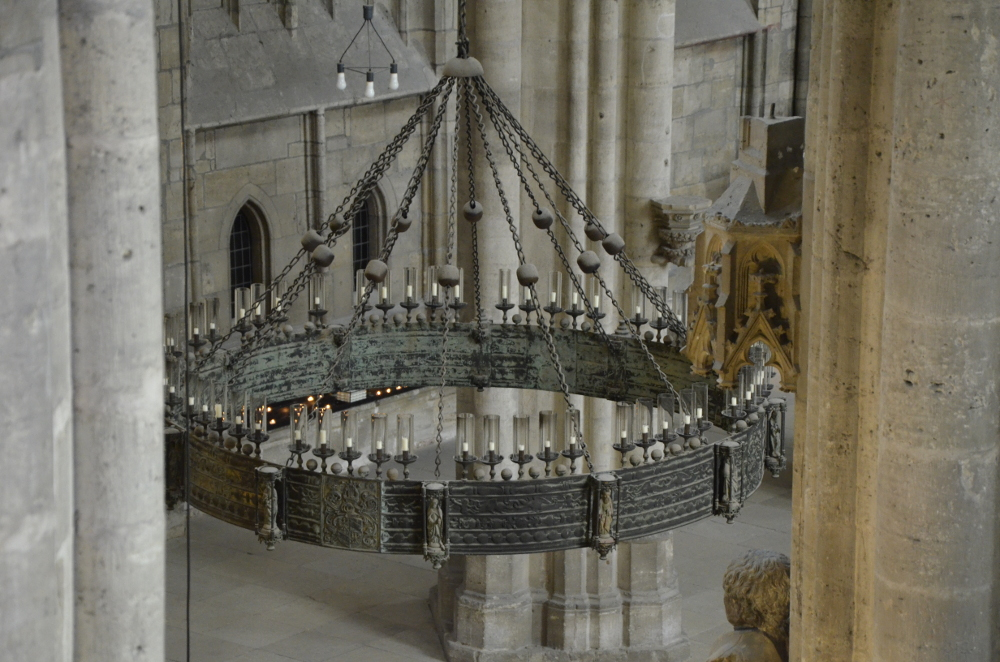
Lustre gothique de la cathédrale de Halberstadt, en Saxe-Anhalt (1516).

Couronne de Saint-Remi
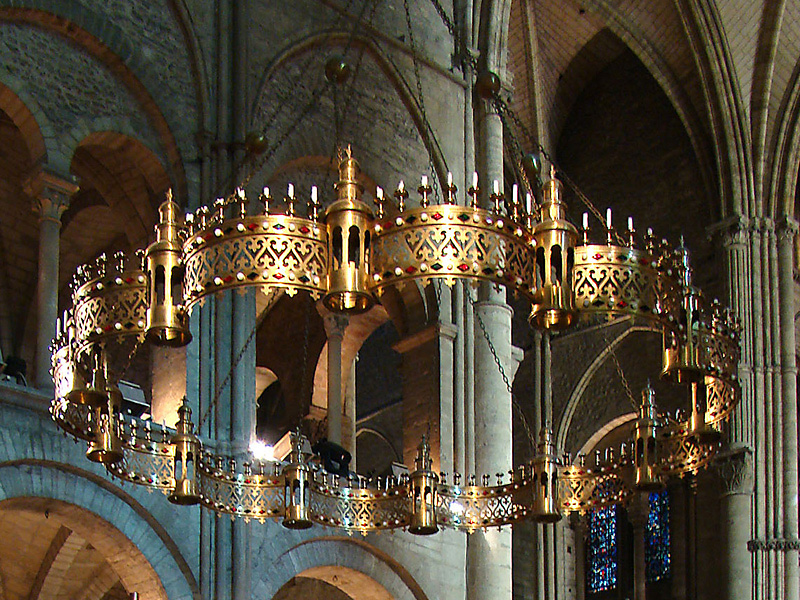
La « couronne de lumières » de Reims, diamètre 6 m. Copie du XIXe siècle.
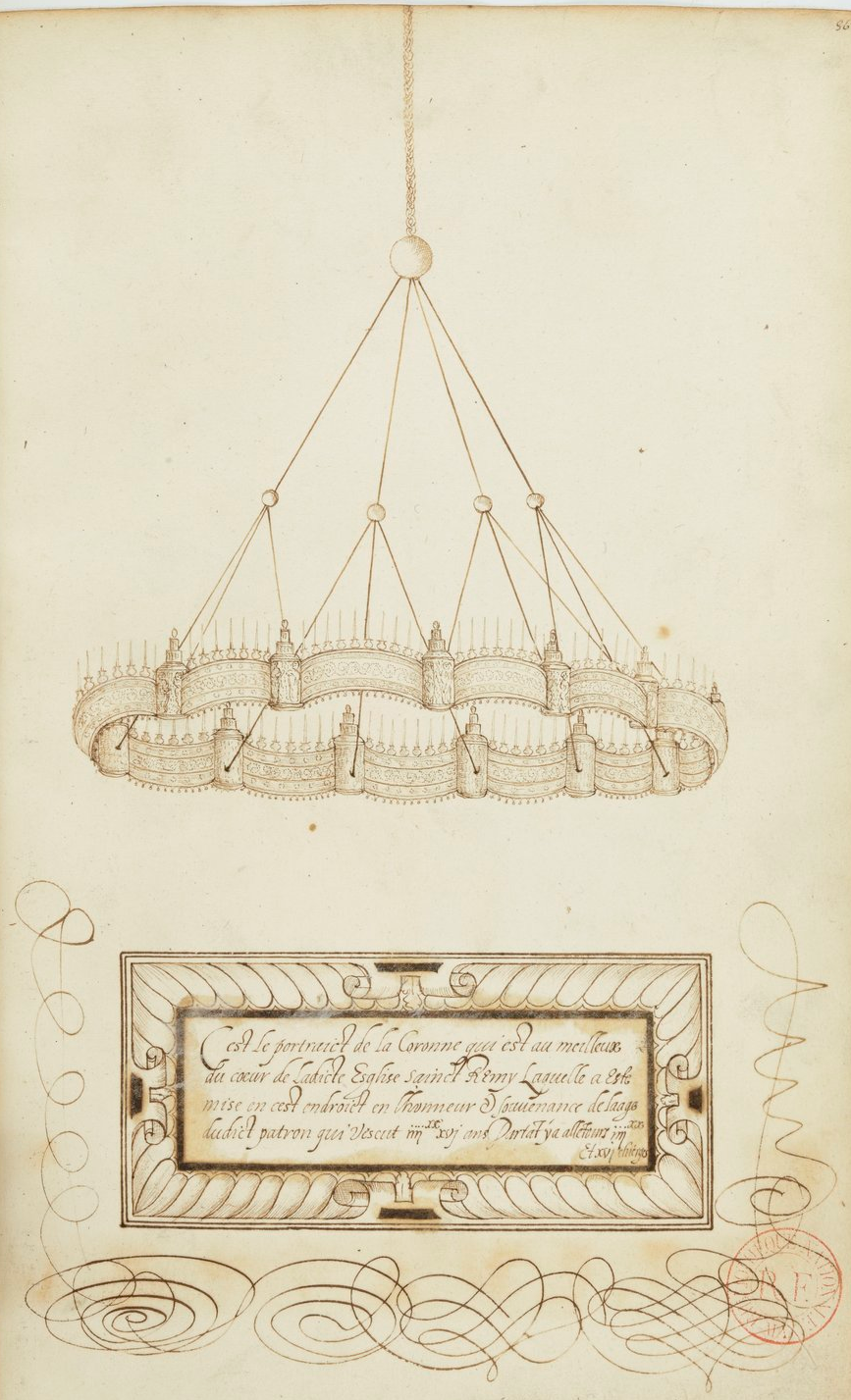
Dessin de la couronne de Saint-Remi.

L’église abbatiale Saint-Remi de Reims avait aussi, avant la Révolution, sa couronne de lumières, dont, écrit Viollet-le-Duc, « il ne reste qu’un assez médiocre dessin dans un manuscrit de la fin du XVIe siècle ». L’inscription se lit : « C'est le portrait de la couronne qui est au milieu du chœur de ladite église Saint-Remi, laquelle a été mise en cet endroit en honneur et souvenance de l'âge dudit patron qui vécut quatre-vingt-seize ans. Partant, il y a à l'entour quatre-vingt-et-seize cierges. »
Une copie de cette couronne, symbole de la Jérusalem céleste, dont les quatre-vingt-seize bougies évoquent la durée de vie de saint Rémi, a été mise en place en 1896.

### Lustres à roue byzantins

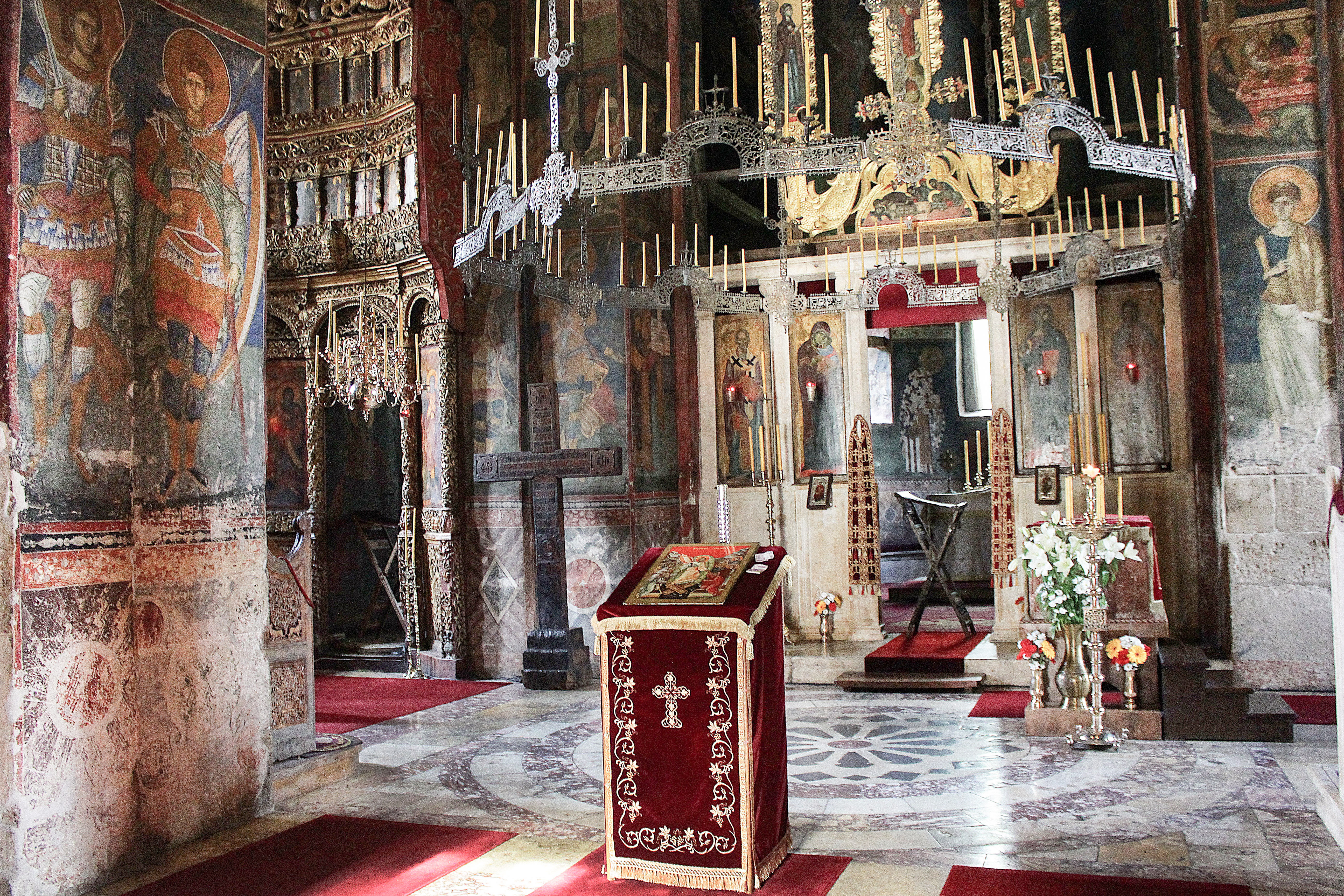
Chœur de l'église de Visoki Dečani, avec un lustre d'environ 1350.

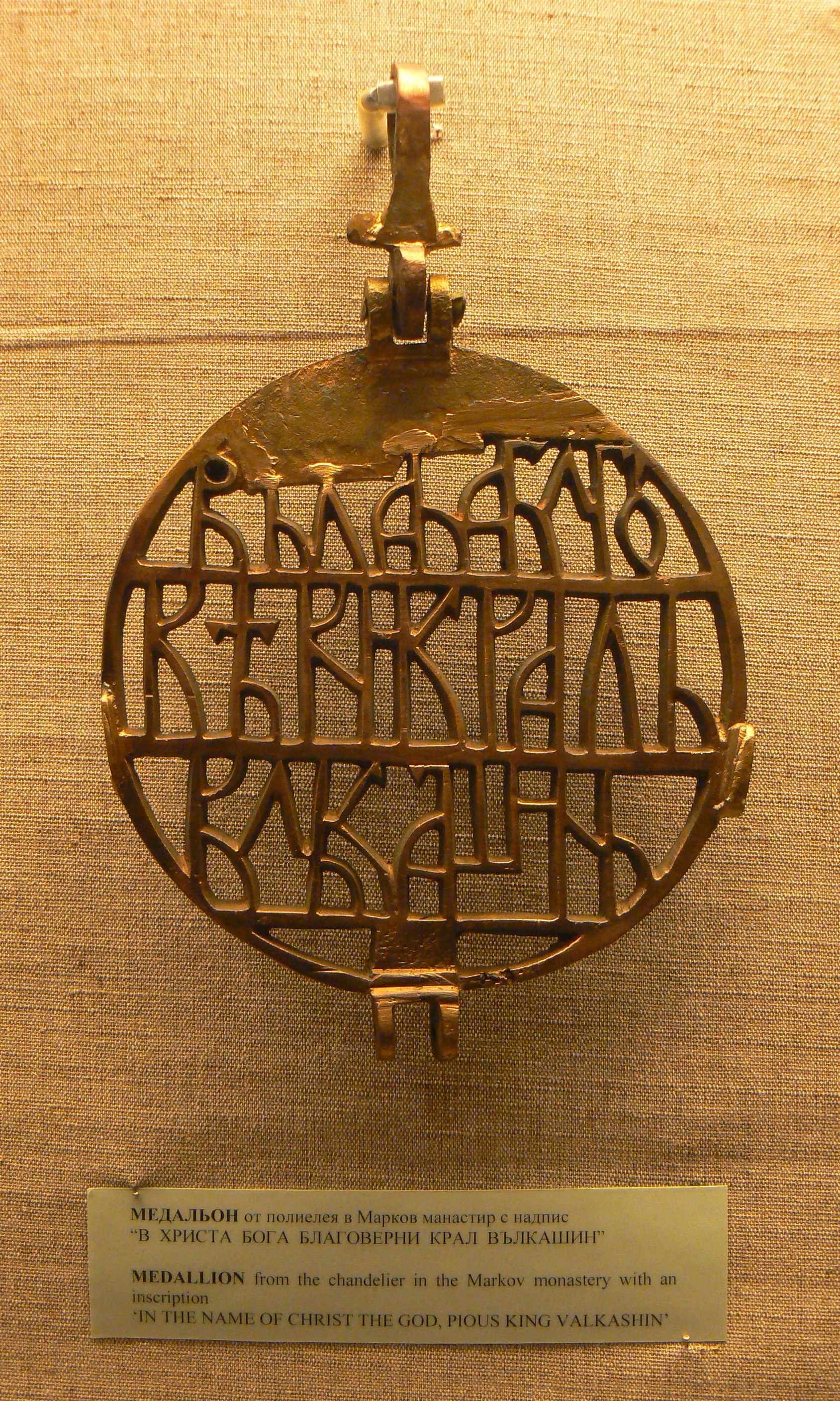
Médaillon en bronze et inscription du lustre du monastère de Marko. Inscription en slavon d'église du roi serbe Vukašin Mrnjavčević, avant 1371.

Les lustres à roue de l'ère byzantine ont été produits dans une période allant du IXe siècle à environ 1450. La 
Collection archéologique de l'État bavarois possède un lustre du XIIIe ou XIVe siècle, d'un diamètre de 3,50 m et d'une hauteur de 4,65 m sans les lampes suspendues. Le lustre, en cuivre coulé, se compose de 1 105 pièces individuelles.
D'autres spécimens médiévaux de Serbie sont conservés, certains intacts, d'autres fragmentaires. Parmi eux figurent les lustres du monastère de Visoki Dečani et celui du monastère de Marko, près de Skopje, réalisés au plus tôt dans la seconde moitié du XIVe siècle et de commission royale. Le lustre de Dečani a été restauré en 1397 et se trouve toujours à son emplacement d'origine. Le lustre Marko, en revanche, a été conservé de manière fragmentaire et les pièces restantes sont maintenant dispersées parmi les collections archéologiques du Musée national de Belgrade, du Musée archéologique d'Istanbul et du Musée national d'histoire de Sofia. Alors que le spécimen de Munich est composé de pièces standardisées, la décoration de celui de Dečani se compose de motifs floraux ornementaux et de créatures fantastiques fabriqués individuellement. De plus, le lustre à roue de Munich est en cuivre coulé, tandis que les deux lustres royaux serbes sont en bronze. Les médaillons de bronze avec des inscriptions royales dans l'alphabet slave de l'Église sont significatifs dans le lustre du monastère de Marko. Les médaillons portent la marque du roi Vukašin Mrnjavčević et l'emblème de l'aigle byzantin à deux têtes.

### Lustres à roue ottomans
Des lustres de la période ottomane sont conservés dans les monastères du Mont Athos :
- Monastère de Xeropotamou ;
- Monastère de Koutloumousiou ;
- Monastère de Dionysiou.

### Lustres à roue historicistes
De grands lustres à roue — ou couronnes de lumières — ont été réalisés dans le cadre du mouvement de l'historicisme d'après les rares modèles historiques de l'époque médiévale encore existants (voir ci-dessus) ou d'anciens documents comme le dessin de la couronne de lumières de Saint-Remi de Reims. Certains de ces luminaires étaient électrifiés dès leur installation. Ce type de lustre et des couronnes plus librement interprétées, existent par exemple dans les églises suivantes :
Allemagne
- Hildesheim, église Saint-Gothard, lustre offert par la reine Marie de Hanovre en 1864 ;
- Harsum, église Sainte-Cécile (vers 1886) ;
- Hanovre, église de Bethléem à Linden-Nord (vers 1904) ;
- Bonn, église Sainte-Élisabeth (vers 1910), lustre électrifié dès l'origine[8] ;

France

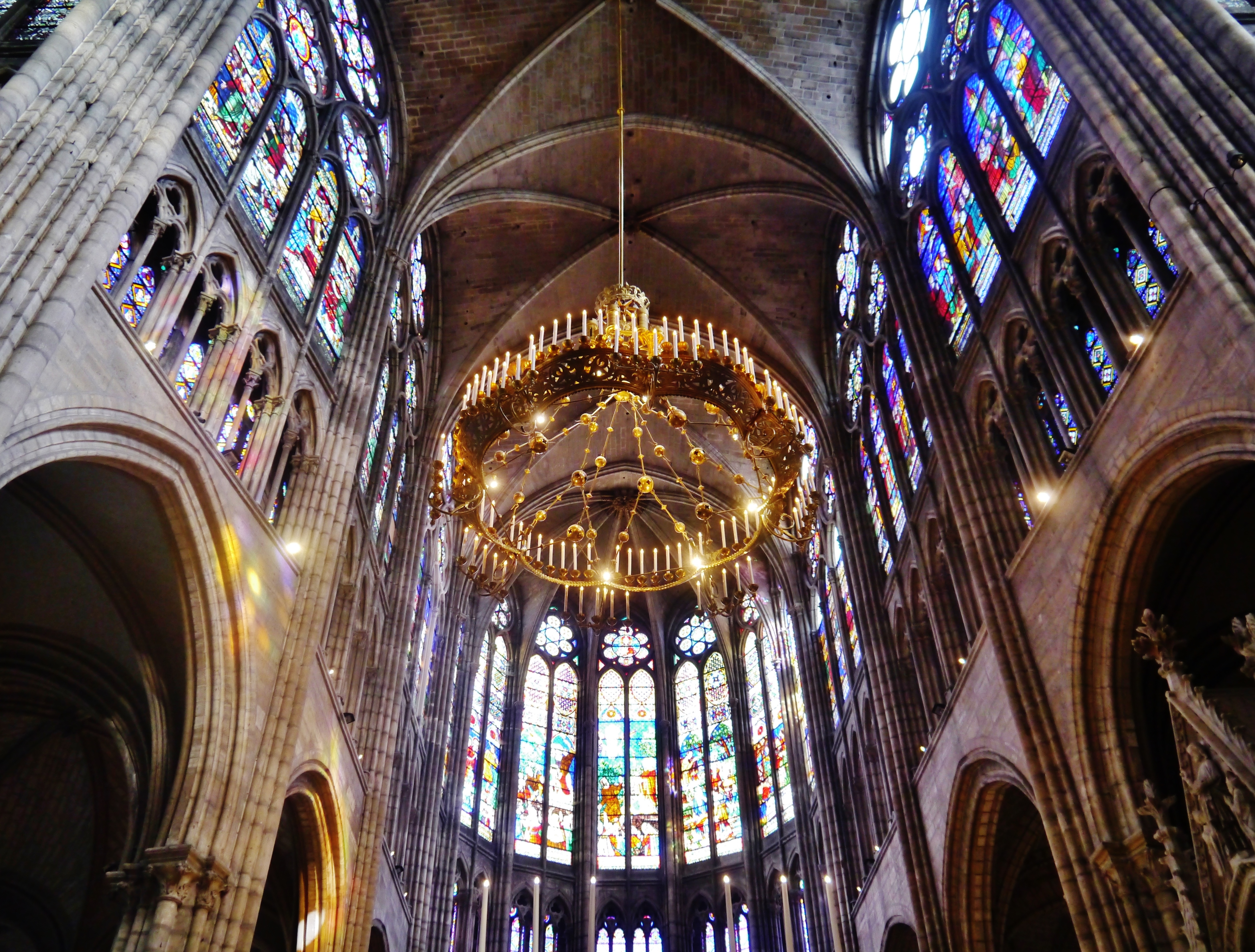
Basilique Saint-Denis : grande couronne de lumières provenant de Notre-Dame de Paris (vers 1865).

- Saint-Denis, basilique Saint-Denis : grande couronne de lumières polylobée provenant de la cathédrale Notre-Dame de Paris (vers 1865, Pousielgue-Rusand orfèvre, d'après Viollet-le-Duc architecte-restaurateur), cuivre et bronze dorés, transférée de la croisée du transept de la cathédrale à Saint-Denis en 2014, couronne polylobée, à deux rangs dont le second comporte des tourelles. Protégée au titre d'objet mobilier classé[9],[10] ;
- Bourges, cathédrale Saint-Étienne : grande couronne de lumières (inaugurée en 1868, Poussielgue-Rusand orfèvre, Jules Dumontet auteur du modèle) du type polylobé pour 150 bougies, diamètre près de 5 m, poids 600 kg, suspendue à l'entrée du chœur[11] ;
- Wissembourg, ancienne église abbatiale Saint-Pierre-et-Saint-Paul, grande couronne de lumières (1887) du type polylobé[12] ;
- Strasbourg, église Saint-Pierre-le-Jeune catholique (vers 1890) ;

Suisse
- Bâle, Basler Münster, cathédrale protestante, (1920/1923), couronnes de lumières circulaires electrifiées dès l'installation[13].

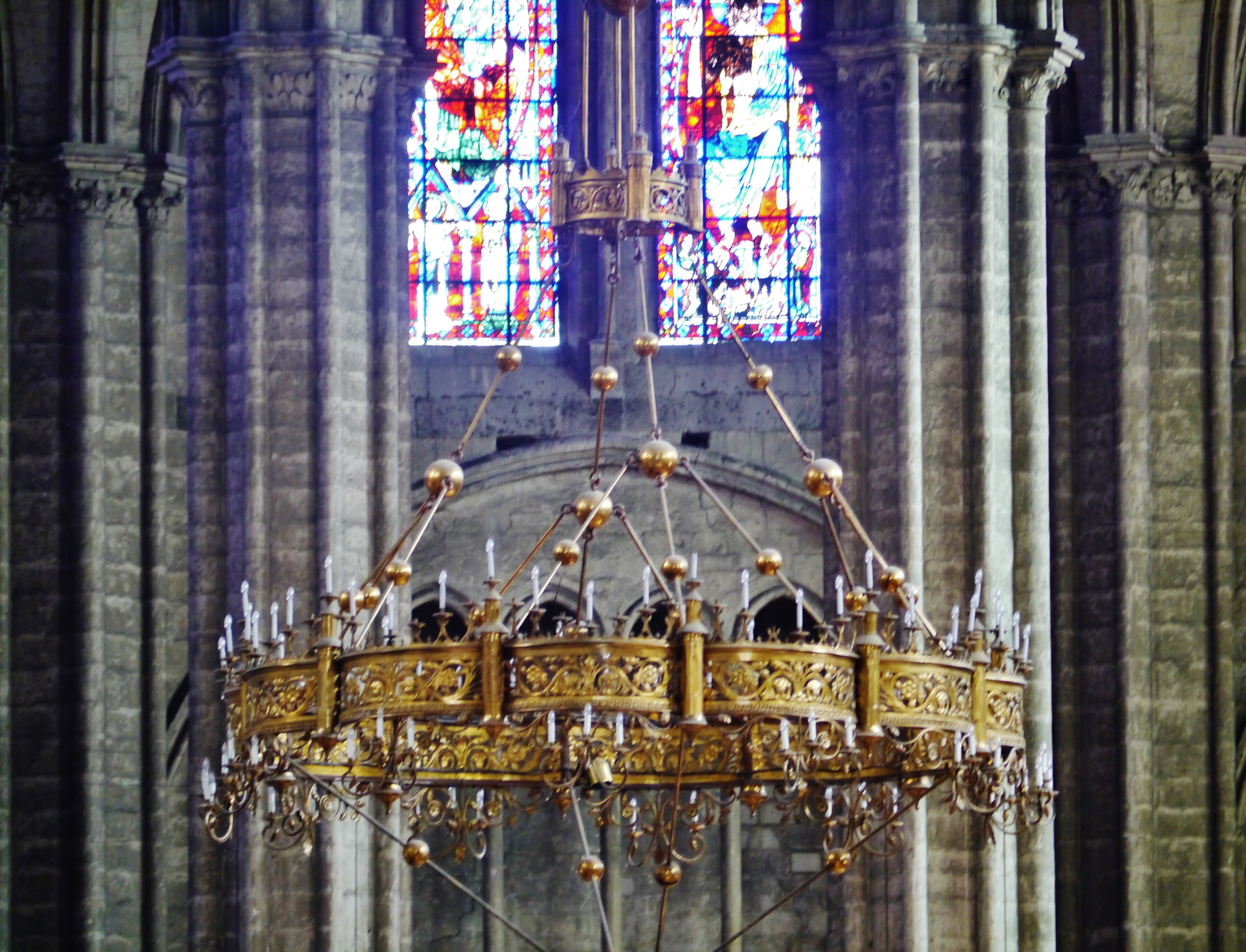
Couronne de lumières polylobée (inaugurée en 1868), cathédrale de Bourges
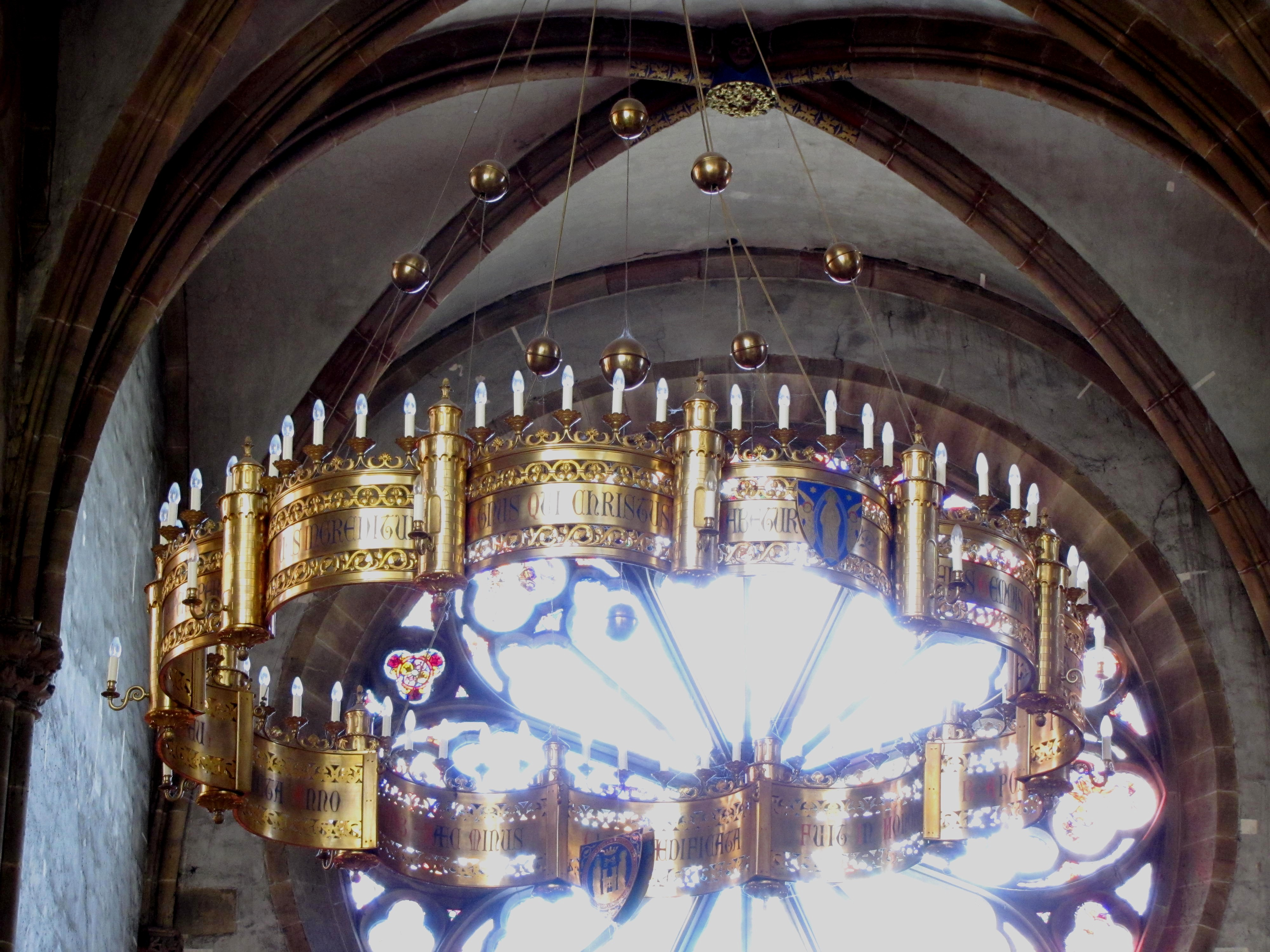
Lustre en forme de couronne à 12 lobes (1887), Sts-Pierre-et-Paul de Wissembourg
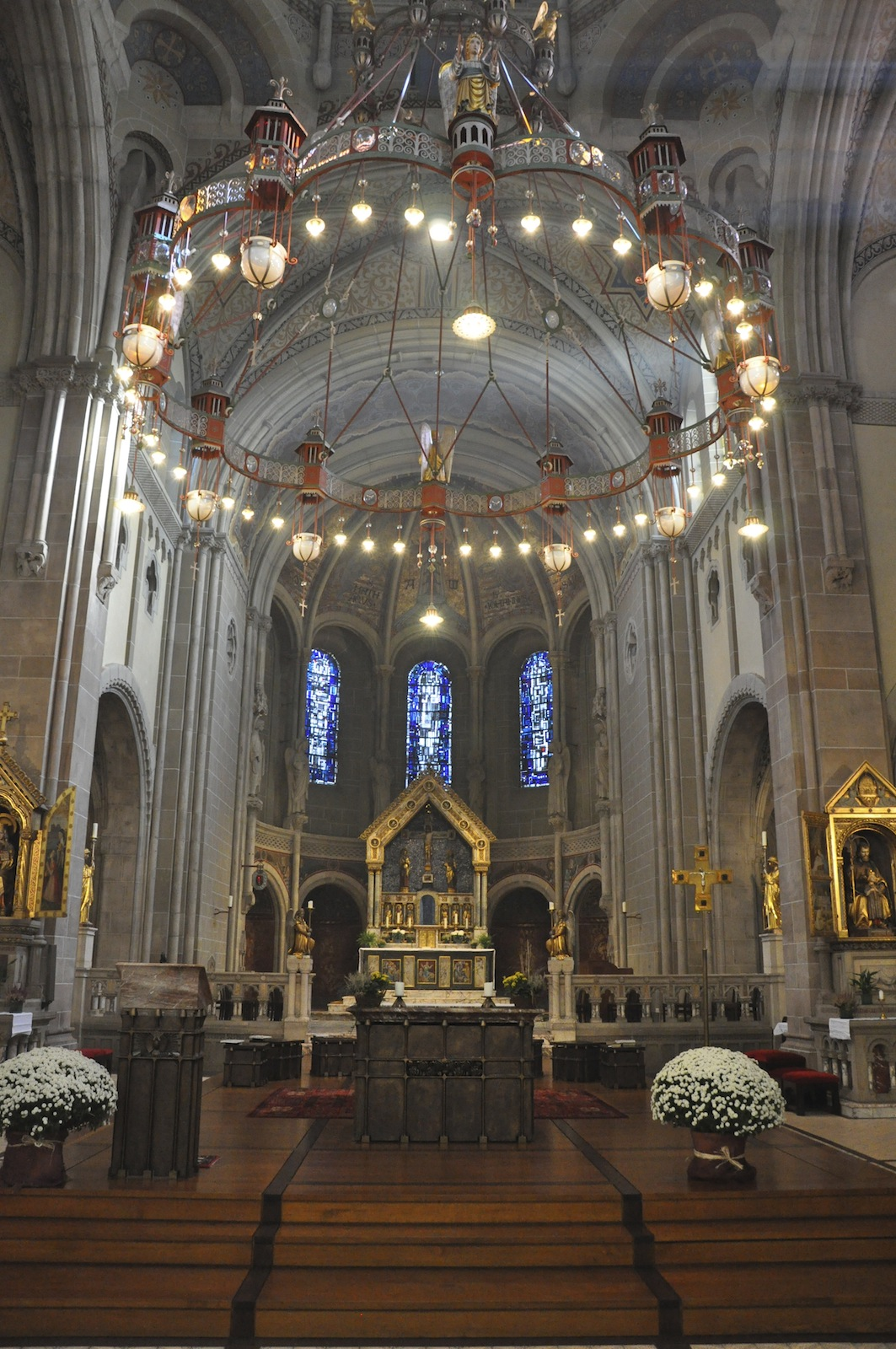
Lustre électrifié à Ste-Élisabeth de Bonn (vers 1910).

### Lustres à roue contemporains

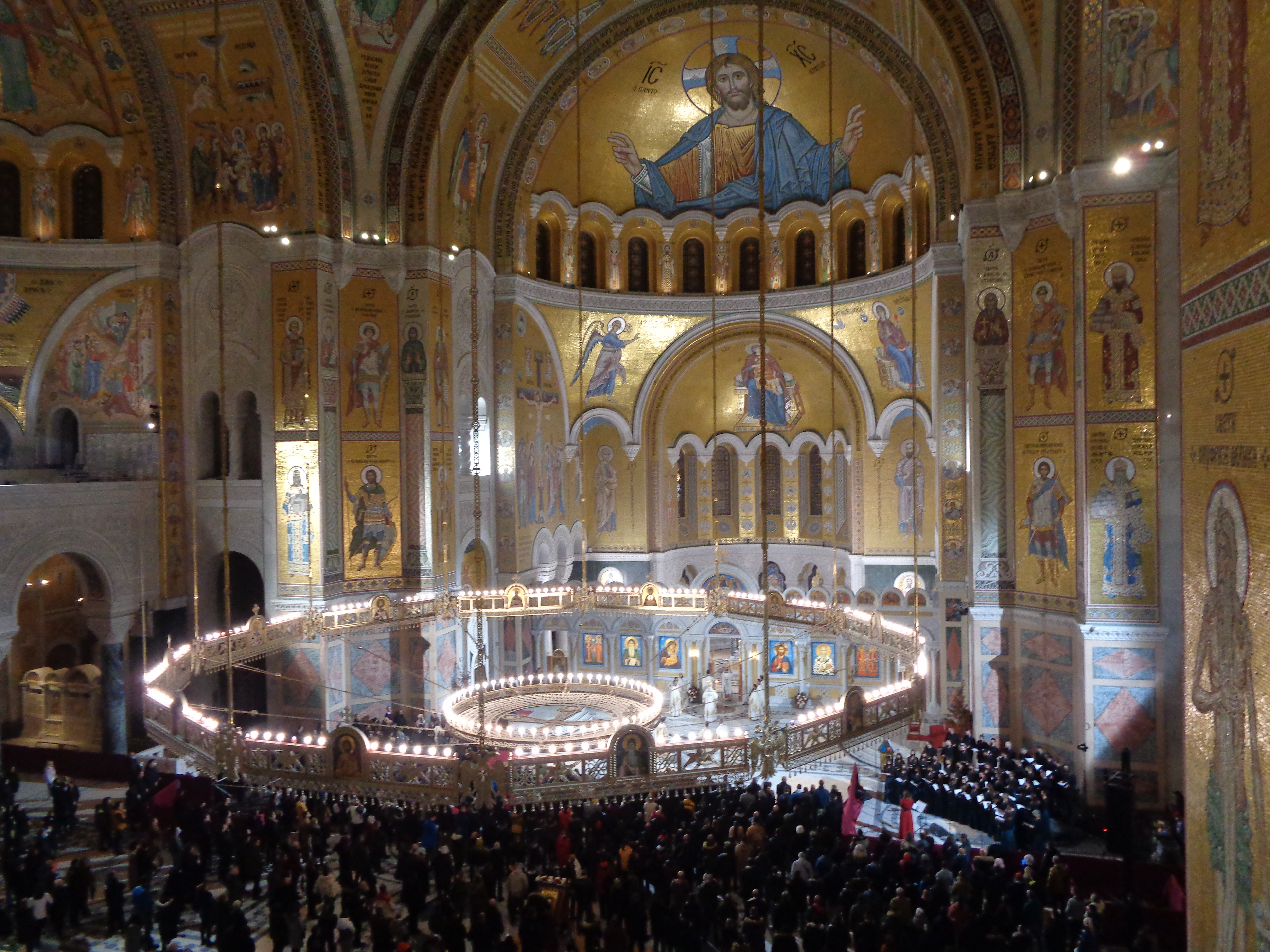
Coupole et lustre de la cathédrale Saint-Sava de Belgrade (2020).

Il existe des lustres à roue contemporains qui s'inscrivent dans cette tradition, par exemple, 
en Allemagne
- à Hanovre dans l'église paroissiale Herrenhausen-Leinhausen, lustre en cerceau (vers 1990) réalisé par un maître taillandier en fer blanc originaire de Saxe[14], avec pour particularité un dispositif d'éclairage en forme de bouquets de lumières pendantes ;
- à Cologne dans l'église Saint-Martin (Groß-Sankt-Martin) : lustre en cerceau (avant 1993) conçu par l'architecte Joachim Schürmann[15], exécuté en acier inoxydable, d'un  diamètre de 4,20 m, suspendu au-dessus de l'autel de la croisée ;
- à Wesertal-Lippoldsberg dans l'ancienne église abbatiale des bénédictines de Lippoldsberg : lustre en cerceau (1999) en acier inoxydable, basé sur le dessin de Joachim Schürmann pour le lustre de Groß-Sankt-Martin de Cologne[15] ;

en Serbie
- à Belgrade dans la cathédrale de Saint-Sava : couronne de lumières (2020) en bronze coulé, atteignant 21 m de diamètre, d'un poids de 14 tonnes[16]. C'est la plus grande couronne de lumières existante.